# Австралийский национальный морской музей
Австралийский национальный морской музей (англ. Australian National Maritime Museum, ANMM) — это морской музей федерального значения в Дарлинг-Харбор, Сидней. Рассмотрев идею создания морского музея, федеральное правительство объявило, что в Дарлинг-Харборе будет построен национальный морской музей, связанный с реконструкцией этого района правительством штата Новый Южный Уэльс к двухсотлетию Австралии в 1988 году. Здание музея было спроектировано Филипом Коксом, и хотя изначально была назначена дата открытия в 1988 году, задержки строительства, перерасход средств и разногласия между правительством штата и федеральным правительством по поводу ответственности за финансирование перенесли открытие на 1991 год.
ANMM — один из шести музеев, находящихся в непосредственном ведении федерального правительства, — единственный, расположенный за пределами Австралийской столичной территории. Музей состоит из семи основных галерей, посвящённых открытию Австралии, отношениям между австралийскими аборигенами и водой, путешествию в Австралию по морю, океану как ресурсу, отдыху и развлечениям на воде, морской обороне нации и отношениям между Соединёнными Штатами Америки и Австралией. Последняя галерея финансировалась правительством США и является единственной национальной музейной галереей в мире, финансируемой иностранным государством. Четыре дополнительных галерейных пространства используются для временных выставок. Три музейных корабля — HM Bark Endeavour Replica, эсминец HMAS Vampire и подводная лодка HMAS Onslow — открыты для посещения, в то время как небольшие исторические суда, пришвартованные снаружи, можно посмотреть, но не взойти на борт.

## История
Из шести музеев, находящихся в непосредственном ведении федерального правительства (Австралийский национальный морской музей, Австралийский военный мемориал, Национальный музей Австралии, Национальная галерея Австралии, Национальная портретная галерея и Квестакон), Австралийский национальный морской музей единственный расположен за пределами Австралийской столичной территории. Музей находится в ведении Департамента коммуникаций и искусств в интересах правительства Австралии.

### Развитие
В июне 1985 года федеральное правительство объявило о создании национального музея, посвящённого морской истории Австралии, а также постоянной вовлечённости и зависимости страны от моря. Предложения о создании такого музея рассматривались в предыдущие годы. После лоббирования премьер-министром Нового Южного Уэльса Невиллом Врэном было принято решение разместить новый музей в Дарлинг-Харборе и построить его в рамках реконструкции района. Строительство Музея рассматривалось как федеральным правительством, так и правительством штата Новый Южный Уэльс как важная особенность реконструкции, так как это было бы важным фактором и способствовало коммерческому успеху участка.
Здание музея было спроектировано Филипом Коксом, Richardson Taylor & Partners. Форма крыши напоминала вздымающиеся паруса: гофрированная металлическая крыша высотой более 25 метров (82 фута) с западной стороны, но значительно опускается на востоке.
В процессе развития музей столкнулся с рядом трудностей. В марте 1998 года три высших члена временного совета ANMM были уволены федеральным правительством и заменены. Позже в том же году Департамент искусств проинформировал музей, что его штат будет сокращён на 30% и бюджет будет урезан, что вынудит Австралийский национальный морской музей полагаться на нанятых по контракту сотрудников службы безопасности и охраны, а также гидов-добровольцев и обслуживающий персонал. Принятие гранта в размере 5 миллионов долларов США для специальной галереи, показывающей связи между США и Австралией, привело к перемещению значительной части персонала и исследователей.
Изначально музей планировалось открыть в 1988 году, но к октябрю того же года из-за задержек строительства запланированная дата открытия была перенесена на сентябрь 1989 года, и проект уже стоил 12,5 миллиона долларов сверх бюджета в 30 миллионов долларов. Строительство было завершено 17 ноября 1989 года; стоимость строительства музея увеличилась до 70 миллионов долларов, и хотя федеральное правительство было готово заплатить первоначальные 30 миллионов долларов, между правительством штата и федеральным правительством возникли разногласия по поводу того, кто должен был предоставить дополнительные 40 миллионов долларов. Было решено, что Новый Южный Уэльс несёт ответственность за дополнительное финансирование, и в октябре 1990 года здание музея было передано федеральному правительству. Австралийский национальный морской музей был открыт 30 ноября 1991 года.

### История эксплуатации
Для достижения коммерческой устойчивости Австралийский национальный морской музей получил распоряжение федерального правительства ввести плату за вход: музей стал вторым австралийским национальным музеем, который сделал это после открытия Квестакона в 1988 году. Плата за вход в сам музей была снижена в 2004 году (хотя доступ к кораблям музея всё ещё был платным), а затем была снова увеличена в декабре 2011 года.
За первые десять лет работы музей посетили 3,3 миллиона посетителей.
В 2010 году лондонская газета The Sunday Times внесла Австралийский национальный морской музей в список «10 самых крутых музеев мира».
В начале 2014 года Австралийский национальный морской музей объявил, что построит павильон для демонстрации экспонатов, связанных с Королевским флотом Австралии. Павильон, расположенный рядом с военно-морскими кораблями музея, был спущен на воду 8 ноября 2015 года под названием «Action Stations».

## Галереи и суда

### Галереи
Постоянные экспозиции музея сосредоточены вокруг шести галерейных пространств:
- Мореплаватели. Первоначально называемая «Открытие Австралии», эта галерея посвящена открытию, исследованию и нанесению на карту береговой линии Австралии голландцами, британцами и французами, а также торговлей между индонезийцами и коренными народами Австралии до открытия Европы.
- Эора-Первые люди. Австралийские аборигены, жители островов Торресова пролива и их связь с водой.
- Пассажиры. Показывает путешествия, совершённые в Австралию различными группами, от первых поселенцев до невест военных, беженцев и посетителей круизных судов.
- Водяные знаки. Отмечает «любовь Австралии к воде» в плане отдыха и развлечений[1]. Галерея была открыта в декабре 2001 года, её основными моментами были яхта Blackmores First Lady (которая использовалась австралийкой Кей Котти, когда она стала первой женщиной, совершившей одиночное кругосветное плавание без остановок и без посторонней помощи), беспилотная четвёрка[англ.], нестандартный гребной снаряд, использовавшийся командой Весёлая четвёрка[англ.] на летних Олимпийских играх 1992 года и судно с регаты Darwin Beer Can Regatta[англ.][1][12]. Ранее здесь находилась яхта Australia II[англ.], выигравшая Кубок Америки, как главное украшение «Tall Gallery», но яхта, принадлежащая правительству Австралии, а не ANMM, была передана Морскому музею Западной Австралии в конце 2000 года[13].
- Военно-морской флот. Роль Королевского австралийского флота (а до этого — австралийской эскадрильи[англ.] Королевского флота) в защите нации. Включает «Сиднейский сериал»; модели и истории четырёх австралийских военных кораблей, названных в честь города Сидней.
- Отношения между Австралией и США. В галерее рассматриваются связи и общие черты между Австралией и США[14]. Пожертвование в размере 5 миллионов долларов США для музея было подарком Соединённых Штатов к двухсотлетию Австралии, что сделало Австралийско-американскую галерею единственной галереей в национальном музее, финансируемой иностранным государством[14]. Сама галерея была спроектирована фирмой Burley Katon Halliday[5].

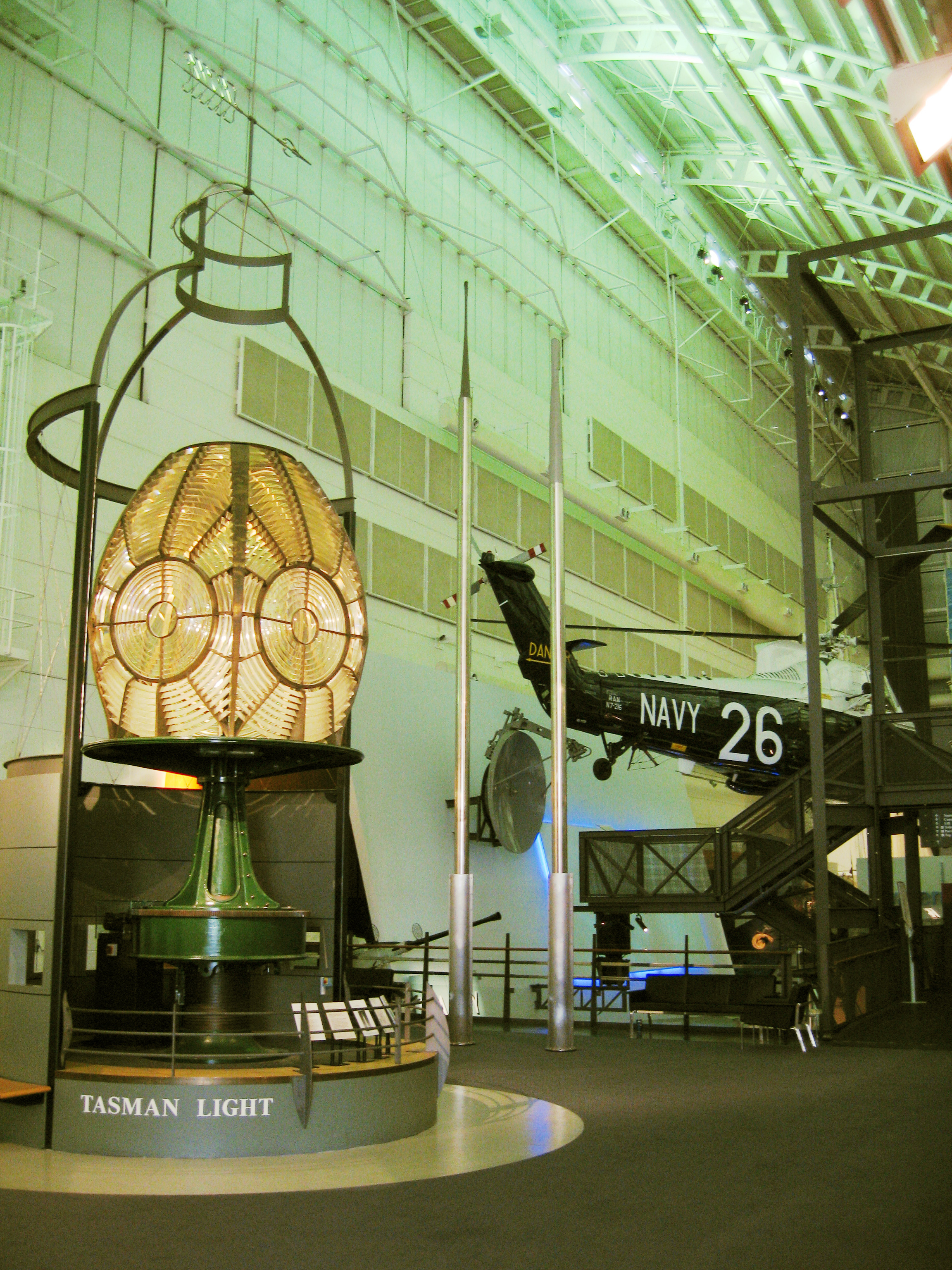
Оригинальные линзы с маяка на острове Тасман; центральная часть Галереи Тасманских маяков. Вертолёт Westland Wessex на заднем плане подвешен над Военно-морской галереей

Кроме того, в музее есть ещё четыре галерейных пространства. Галерея Tasman Light содержит оригинальные линзы с маяка на острове Тасман и используется для временных фотовыставок и как арендуемое пространство для торжеств. Остальные три галереи (две вдоль восточной стороны верхнего уровня и третья смещена от основного корпуса музея) используются отдельно или вместе для проведения временных выставок.
Другие экспонаты, выставленные в музее, но не связанные с какой-либо конкретной галереей, включают «Дух Австралии», моторную лодку-рекордсмен по скорости на воде, и якорь от HMS Sirius, флагмана Первого флота.

### Корабли-музеи
Коллекция кораблей-музеев Австралийского национального морского музея посвящена трём судам, которые открыты для публичного осмотра: HM Bark Endeavour Replica, эсминцу HMAS Vampire и подводной лодке HMAS Onslow. Кроме того, неподалёку пришвартован барк XIX века «Джеймс Крейг», который можно посетить с билетом в музей.

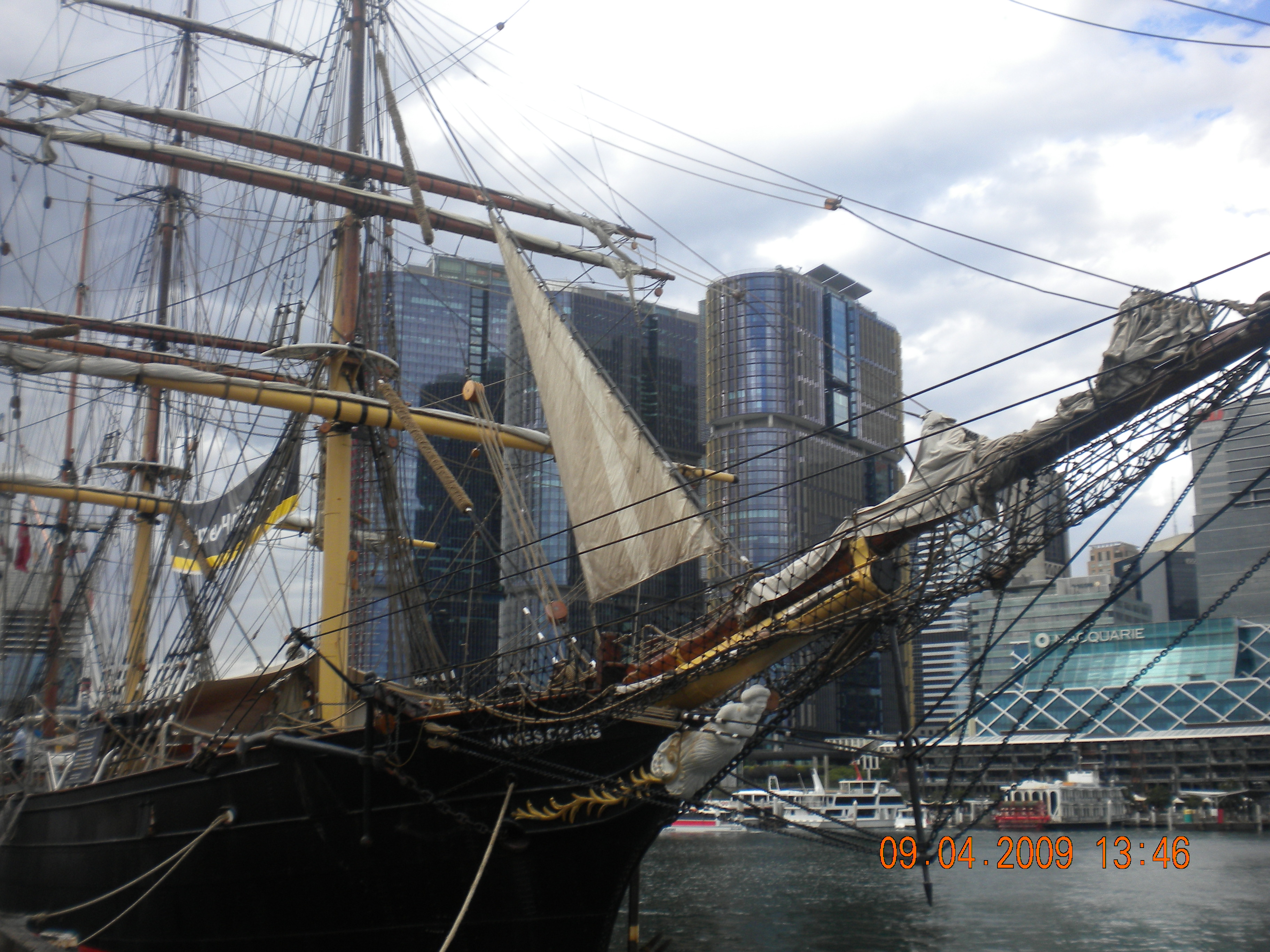
Джеймс Крейг, копия корабля XIX века. Доступна экскурсия по музейному билету.

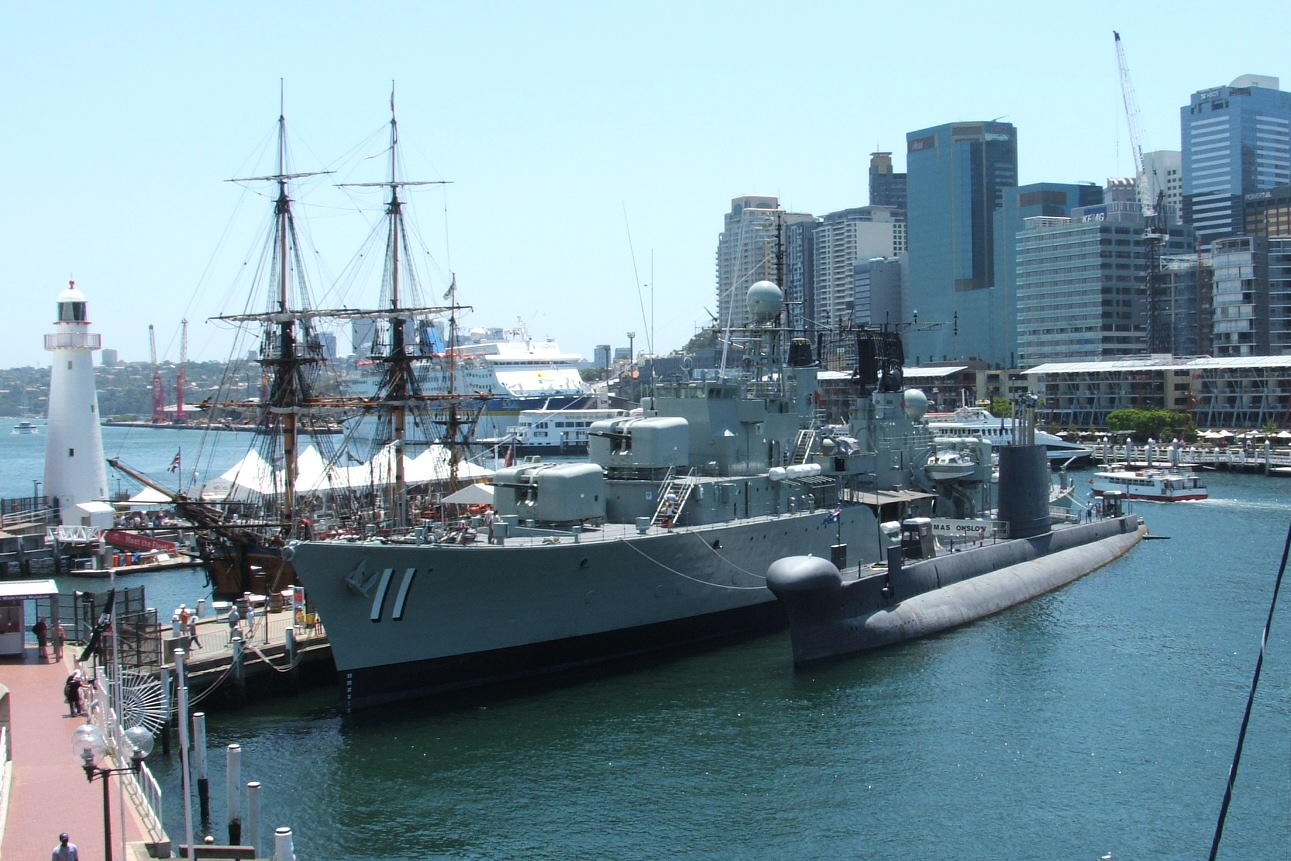
Три основных корабля из коллекции кораблей ANMM, HM Bark Endeavour Replica, эсминец HMAS Vampire и подводная лодка HMAS Onslow, выставленные на пристани возле музея

В середине 80-х годов прошлого века было предложено построить для музея копию корабля исследователя Джеймса Кука HM Bark Endeavour. Финансирование строительства первоначально было предоставлено Bond Corporation, и строительство началось в начале 1988 года. Однако в 1990 году компания столкнулась с финансовыми трудностями, и строительство не могло продолжаться до тех пор, пока в 1991 году не был создан благотворительный фонд для завершения и эксплуатации реплики Endeavour. Судно было построено в 1994 году и провело следующие десять лет, путешествуя по Австралии и миру, прежде чем в 2005 году право собственности было передано Австралийскому национальному морскому музею.
Эсминец типа «Дэринг» HMAS Vampire (D11) — единственный сохранившийся корабль этого класса и последний эсминец, служивший в Королевском флоте Австралии. Vampire был зачислен в Королевский флот в 1959 году и служил до 1986 года. Эсминец был отдан музею при открытии в 1991 году, а в 1997 году полностью передан в собственность музея. Подводная лодка типа «Оберон» HMAS Onslow была принята на вооружение Королевского флота Австралии в 1969 году. Ею управляли до начала 1999 года, а в том же году передали в музей. Несмотря на то, что Вампир и Онслоу больше не входят в военно-морскую комиссию, они имеют разрешение ходить под военно-морским флагом Австралии. До приобретения Онслоу в музее экспонировалась бывшая российская подводная лодка Фокстрот-540 с 1995 по 1998 год. Подводная лодка была куплена в 1994 году группой австралийских бизнесменов и выставлена на обозрение на период действия договора аренды, после чего подводная лодка была переведена в Калифорнию.

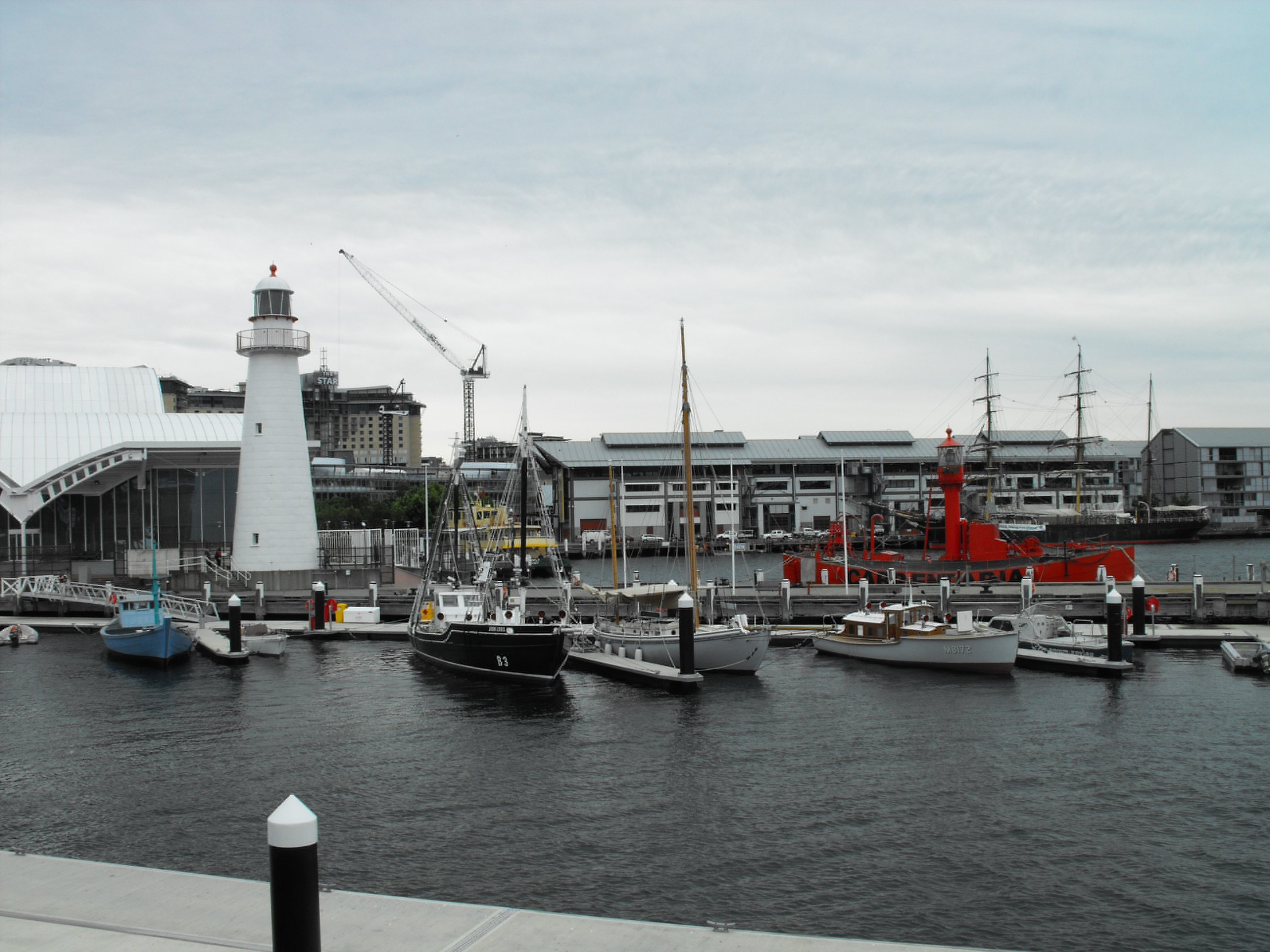
Некоторые из небольших судов, выставленных в Австралийском национальном морском музее. На переднем плане (слева направо): судно беженцев Tu Do, гоночная яхта Akarana (без мачт), жемчужный люггер John Lewis, кеч Kathleen Gillett, катер морского офицера MB 172, и музейный катер. На заднем плане — маяк Carpenteria, барк James Craig, и оригинальный маяк с мыса Боулинг-Грин.

Другие выставленные суда (но не открытые для посадки на борт) включают:
- HMAS Advance, один из двадцати патрульных катеров типа «Attack»[англ.], построенных Королевским флотом в 1960-х годах для патрулирования северных вод Австралии[20]. Advance служил с 1968 по 1988 год, затем был передан Австралийскому национальному морскому музею[20]. Патрульный катер в рабочем состоянии[20].
- Akarana[англ.], новозеландская гоночная яхта, построенная для участия в гонках, посвящённых столетию Австралии, и восстановленная в качестве подарка Новой Зеландии к её двухсотлетию[25].
- Bareki, последний деревянный буксир, находящийся на вооружении Совета морских служб Нового Южного Уэльса[англ.][26]. Буксир был построен в 1962 году и в основном использовался для дноуглубительных и буксирных работ между портов Кембла и Ньюкасла[26]. Бареки — действующий буксир музея[26].
- Маяк Carpentaria[англ.], беспилотный лайнер (фактически плавучий маяк), построенный в 1916 и 1917 годах[25]. Судно работало в заливе Карпентария, у мыса Сэнди[англ.] в Квинсленде и в Бассовом проливе в течение всего срока службы, закончившейся в 1983 году[27]. В 1987 году судно передано в коллекцию музея[27].
- Джон Льюис, один из последних ловцов жемчуга, работавший в водах Австралии[25].
- Кэтлин Джиллетт, двусторонний кеч, построенный для австралийского моряка по проекту Колина Арчера, норвежца, который провёл время в Австралии в качестве фермера, прежде чем вернуться в Норвегию и стать военно-морским архитектором[28]. Яхта участвовала в первой гонке Сидней-Хобарт[англ.] и стала второй австралийской яхтой, совершившей кругосветное плавание[28]. Судно оказалось на Гуаме, было куплено норвежским правительством в 1987 году и восстановлено как подарок Норвегии к двухсотлетнему юбилею страны[29].
- MV Krait, рыболовный траулер, использовавшийся во время Второй мировой войны для операции «Джейвик»[англ.], операции коммандос по затоплению японских судов в гавани Сингапура[20]. После войны она была продана и использовалась как рабочая лодка для индонезийской торговли древесиной, но была вновь обнаружена ветеранами австралийского спецназа в 1962 году[20]. Крайт был приобретён Австралийским военным мемориалом, а затем передан музею в 1988 году[20].
- Секар Аман, индонезийский проа[26].
- Tu Do, вьетнамское судно, на котором 31 южновьетнамский беженец достиг Дарвина в 1975 году после окончания войны во Вьетнаме[26]. Tu Do был приобретён музеем в 1990 году[26].
- MB 172, бывший офицерский катер, построенный Королевским флотом Австралии в 1937 году и использовавшийся в основном в Дарвине[26]. Судно находится в рабочем состоянии и использовалось для перевозки сотрудников музея и гостей[26]. Судно неофициально носит название Epic Lass, поскольку восстановление катера спонсировалось компанией Epiglass[30].

### Другие экспонаты

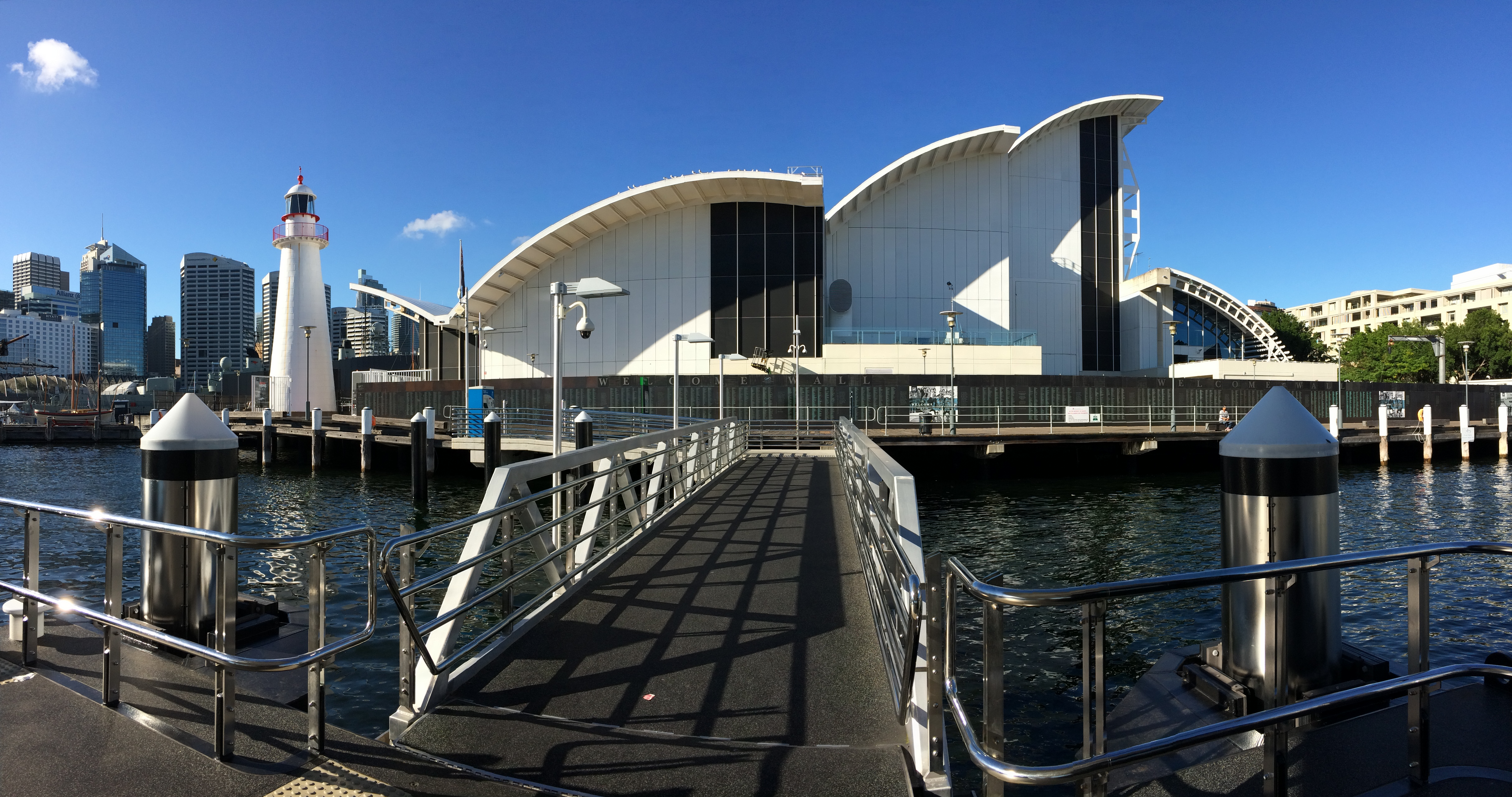
Вид на музей и Маяк на мысе Боулинг-Грин с паромной пристани Пирмонт-Бей.

Маяк Кейп-Боулинг-Грин, построенный в 1874 году, первоначально находившийся на мысе Боулинг-Грин, недалеко от Таунсвилла, Квинсленд, был перенесён на территорию Австралийского национального музея в 1987 году.
Библиотека Воана Эванса — это исследовательская библиотека, прикрепленная к ANMM, и собирающая данные по морским вопросам.
Стена приветствия — это бронзовая стена, расположенная в северной части музея, на которой перечислены имена иммигрантов, прибывших морем, чтобы поселиться в Австралии. Чтобы выгравировать имя на стене, необходимо подать заявление в музей и внести плату. По состоянию на конец 2011 года на стене было 24 тысячи имён.
Спасательная шлюпка Harding и шлюпбалка установлены на кромке воды. Эта спасательная шлюпка, конструкция которой обычно используется на борту морских буровых платформ и танкеров, используется Сиднейским институтом TAFE для морской подготовки.
Австралийский морской колледж проводит несколько программ последипломного образования в округе.

## Другие коллекции
В музее есть более 1000 объектов перформанса Барди, известных как илма, но они всё ещё были недоступны для публичного просмотра в 2018 году. Барди — австралийские аборигены полуострова Дампьер в Западной Австралии.

### Книги
- Australian Bureau of Statistics (ABS). Year Book Australia, 1991. — Australian Bureau of Statistics, 1991. — Vol. 74.
- Coombes, John. Tall Ships: The Sixteen Square Riggers of Australia and New Zealand. — Wollombi, NSW : Exisle Publishing, 2006. — ISBN 978-0-908988-84-6.
- Gunton, George. Travellers in Time: Living History in Australia. — Yarram, VIC : Oceans Enterprises, 1996. — ISBN 0-9586657-0-2.
- MacMahon, Bill. The architecture of East Australia: an architectural history in 432 individual presentations. — Edition Axel Menges, 2001. — ISBN 3-930698-90-0.
- NSTC. National Science and Technology Centre Report of Activities 1988–89. — Canberra : Commonwealth of Australia, 1989. — ISBN 0-644-10772-3.
- Shaw, Lindsey. HMAS Onslow: cold war warrior. — Sydney, NSW : Australian National Maritime Museum, 2005. — ISBN 0-9751428-4-4.
- Shaw, Lindsey. HMAS Vampire: Last of the big guns. — 2nd. — Sydney, NSW : Australian National Maritime Museum, 2007. — ISBN 978-0-642-51867-5.
- Witcomb, Andrea. Re-Imagining the Museum: Beyond the Mausoleum. — Routledge, 2004. — ISBN 0-203-36102-4.

### Новости и журнальные статьи
- Casey, Annie (3 Май 1999). Onslow finds new home. Navy News. Архивировано из оригинала 11 Ноябрь 2012. Дата обращения: 20 Сентябрь 2008.
- Cornford, Phillip (5 февраля 2000). Cottee sells First Lady to museum. The Sydney Morning Herald. p. 15.
- Go west: Australia II heads for home. The Sydney Morning Herald. 27 октября 2000. p. 3.
- Hundley, Paul (September 2010). USA Gallery Revisited. Signals (92). Australian National Maritime Museum: 45–8.
- Meacham, Steve (3 декабря 2001). How the museum boss got engaged. The Sydney Morning Herald. p. 14.
- Meacham, Steve (16 ноября 2011). Museum sets a course for the future. The Sydney Morning Herald. Дата обращения: 18 ноября 2011.
- Mendelssohn, Joanna (15 октября 1999). Maritime Museum has that sinking feeling. The Sydney Morning Herald. p. 13.
- O'Brien, Geraldine (3 октября 1990). Finally, smooth sailing for museum. The Sydney Morning Herald. p. 5.
- Totaro, Paola (29 ноября 1989). Museum no-one wants to pay for. The Sydney Morning Herald. p. 14.
- Walsh, Don (April 1998). Soviet sub penetrates Sydney Harbour!. Proceedings. 124 (4). United States Naval Institute: 105.